# Épisodes de The Secret Circle
Cet article présente les épisodes de la série télévisée américaine The Secret Circle.

## Généralités
- Initialement, la série devait être composée de 13 épisodes. Puis, le 13 octobre 2011, la chaîne a commandé une saison complète en ajoutant 9 épisodes supplémentaires formant ainsi une saison de 22 épisodes[1].

### Synopsis
Cassie Blake, une adolescente californienne âgée de 16 ans perd sa mère, tuée par un sorcier. Elle doit donc retourner vivre dans la ville de Chance Harbor, chez sa grand-mère, là où sa mère a grandi. La jeune fille découvre alors qu'elle est une sorcière.
Elle va faire la connaissance de cinq jeunes de son âge, également dotés de pouvoirs magiques.

## Distribution

### Acteurs principaux
- Brittany Robertson (VF : Marie Diot) : Cassie Blake
- Thomas Dekker (VF : Sébastien Boju) : Adam Conant
- Phoebe Tonkin (VF : Charlotte Corréa) : Faye Chamberlain
- Shelley Hennig (VF : Philippa Roche) : Diana Meade
- Jessica Parker Kennedy (VF : Fily Keita) : Melissa Glaser
- Louis Hunter (VF : Valentin Merlet) : Nick Armstrong (7 épisodes)
- Chris Zylka (VF : Franck Lorrain) : Jake Armstrong (principal dès le 14e épisode)

### Acteurs récurrents
- Gale Harold : Charles Meade
- Natasha Henstridge (VF : Marjorie Frantz) : Dawn Chamberlain
- Ashley Crow (VF : Annie Le Youdec) : Jane Blake
- Adam Harrington (VF : Frédéric Popovic) : Ethan Conant
- Grey Damon (VF : Franck Monsigny) : Lee LaBeque
- Joe Lando (VF : Maurice Decoster) : John Blackwell
- Tim Phillipps (VF : Cédric Barbereau) : Grant

### Invités
- Emily Holmes (VF : Ivana Coppola) : Amelia Blake, mère de Cassie
- Stepfanie Kramer : Kate Meade, grand-mère de Diana
- Logan Browning (VF : Geneviève Doang) : Sally Matthews
- Tom Butler (VF : Philippe Catoire) : Henry Chamberlain
- Zachary Abel : Luke
- JR Bourne (VF : Pierre Tessier) : Isaac
- Arlen Escarpeta (VF : Jean-Baptiste Anoumon) : Holden Glaser

## Liste des épisodes

### Épisode 1:Secret de famille
- États-Unis : 15 septembre 2011 sur The CW[2]
- Québec : 4 mars 2013 sur VRAK.TV[3]
- France : 5 juillet 2013 sur NT1[4]

- États-Unis : 3,05 millions de téléspectateurs[5] (première diffusion)

### Épisode 2:La pièce manquante
- États-Unis : 22 septembre 2011 sur The CW
- Québec : 11 mars 2013 sur VRAK.TV
- France : 5 juillet 2013 sur NT1

- États-Unis : 2,12 millions de téléspectateurs[6] (première diffusion)

- Logan Browning (Sally Matthews)

### Épisode 3:L'union fait la force
- États-Unis : 29 septembre 2011 sur The CW
- Québec : 18 mars 2013 sur VRAK.TV
- France : 5 juillet 2013 sur NT1

- États-Unis : 2,12 millions de téléspectateurs[7] (première diffusion)

- Zachary Abel (Luke)
- Dave Baez (Zachary Larson)

### Épisode 4:Les démons du passé
- États-Unis : 6 octobre 2011 sur The CW
- Québec : 25 mars 2013 sur VRAK.TV
- France : 12 juillet 2013 sur NT1

- États-Unis : 1,96 million de téléspectateurs[8] (première diffusion)

- Camille Sullivan (Heather Barnes)

### Épisode 5:Le diable au corps
- États-Unis : 13 octobre 2011 sur The CW
- Québec : 1er avril 2013 sur VRAK.TV
- France : 12 juillet 2013 sur NT1

- États-Unis : 1,89 million de téléspectateurs[9] (première diffusion)

### Épisode 6:La marque des sorciers
- États-Unis : 20 octobre 2011 sur The CW
- Québec : 8 avril 2013 sur VRAK.TV
- France : 12 juillet 2013 sur NT1

- États-Unis : 2,12 millions de téléspectateurs[10] (première diffusion)

### Épisode 7:Le mal à la racine
- États-Unis : 27 octobre 2011 sur The CW
- Québec : 15 avril 2013 sur VRAK.TV
- France : 19 juillet 2013 sur NT1

- États-Unis : 2,33 millions de téléspectateurs[11] (première diffusion)

Décidant que le Cercle a besoin de s'amuser un petit peu, Faye persuade Cassie d'organiser une grande fête d'Halloween, elle accepte pour réconcilier Adam et Diana mais cela ne marche pas. Souhaitant récupérer Jake (Chris Zylka), Faye mise beaucoup sur son costume d'Halloween. Lors des préparatifs, ils découvrent une lame de la "sorcière" (l’agresseuse) mais qui est en réalité une Chasseuse de Sorcière.

### Épisode 8:La Maison du lac
- États-Unis : 3 novembre 2011 sur The CW
- Québec : 22 avril 2013 sur VRAK.TV
- France : 19 juillet 2013 sur NT1

- États-Unis : 2,26 millions de téléspectateurs[12] (première diffusion)

### Épisode 9:La lignée des Blackwell
- États-Unis : 10 novembre 2011 sur The CW
- Québec : 29 avril 2013 sur VRAK.TV
- France : 19 juillet 2013 sur NT1

- États-Unis : 2,17 millions de téléspectateurs[13] (première diffusion)

- Arlen Escarpeta (Holden Glaser)

### Épisode 10:Maître de soi
- États-Unis : 5 janvier 2012 sur The CW
- Québec : 6 mai 2013 sur VRAK.TV
- France : 26 juillet 2013 sur NT1

- États-Unis : 2,05 millions de téléspectateurs[14] (première diffusion)

- Grey Damon (Lee LeBeque)

Cassie se tourne vers Adam quand elle dévoile un secret sur elle qu'elle ne doit pas révéler au reste du Cercle, Diana comprise. Parallèlement, Diana est ravie quand sa grand-mère Kate (Stepfanie Kramer) débarque pour une visite mais Charles soupçonne les motivations de sa mère après que Kate témoigne d'un intérêt inhabituel pour Cassie.

### Épisode 11:De feu et de glace
- États-Unis : 12 janvier 2012 sur The CW
- Québec : 13 mai 2013 sur VRAK.TV
- France : 26 juillet 2013 sur NT1

- États-Unis : 1,93 million de téléspectateurs[15] (première diffusion)

- Grey Damon (Lee LeBeque)

Cassie demande de l'aide à Adam quand elle veut fouiller dans le passé de son père et leur recherche les conduit à un endroit étrangement familier. Elle ravive aussi une ancienne flamme quand Adam, ravi de passer du temps avec Cassie de nouveau, lui demande de l'accompagner au bal du Feu et de la Glace. Mais du fait de son amitié avec Diana, Cassie est obligée de donner une réponse surprenante. 

### Épisode 12:Le Passé recomposé
- États-Unis : 19 janvier 2012 sur The CW
- Québec : 20 mai 2013 sur VRAK.TV
- France : 2 août 2013 sur NT1

- États-Unis : 1,63 million de téléspectateurs[16] (première diffusion)

### Épisode 13:Le Médaillon secret
- États-Unis : 2 février 2012 sur The CW
- Québec : 27 mai 2013 sur VRAK.TV[17]
- France : 2 août 2013 sur NT1

- États-Unis : 1,74 million de téléspectateurs[18] (première diffusion)

- Grey Damon (Lee)

### Épisode 14:Au bord du danger
- États-Unis : 9 février 2012 sur The CW
- Québec : 3 juin 2013 sur VRAK.TV
- France : 9 août 2013 sur NT1

- États-Unis : 1,82 million de téléspectateurs[19] (première diffusion)

- Grey Damon (Lee)

### Épisode 15:Le Revenant
- États-Unis : 16 février 2012 sur The CW
- Québec : 10 juin 2013 sur VRAK.TV
- France : 9 août 2013 sur NT1

- États-Unis : 1,71 million de téléspectateurs[20] (première diffusion)

- Joe Lando (John Blackwell)
- Michael Graziadei (Callum)

### Épisode 16:L'Ombre du traître
- États-Unis : 15 mars 2012 sur The CW
- Québec : 17 juin 2013 sur VRAK.TV
- France : 16 août 2013 sur NT1

- États-Unis : 1,62 million de téléspectateurs[21] (première diffusion)

- Joe Lando (John Blackwell)
- Grey Damon (Lee)
- Alexia Fast (Eva)
- Tim Phillipps (Grant)

### Épisode 17:La Malédiction des amants
- États-Unis : 22 mars 2012 sur The CW
- Québec : 24 juin 2013 sur VRAK.TV
- France : 16 août 2013 sur NT1

- États-Unis : 1,72 million de téléspectateurs[22] (première diffusion)

- Joe Lando (Blackwell)
- Ashley Crow (Jane)
- Alexia Fast (Eva)

### Épisode 18:Le Sacrifice des démons
- États-Unis : 29 mars 2012 sur The CW
- Québec : 1er juillet 2013 sur VRAK.TV
- France : 16 août 2013 sur NT1

- États-Unis : 1,33 million de téléspectateurs[23] (première diffusion)

- Chad Rook (Samuel)
- Brett Dier (Kyle)
- Joe Lando (Blackwell)
- Sammi Rotibi (Eben)
- Tim Phillipps (Grant)

### Épisode 19:Le Pouvoir des cristaux
- États-Unis : 19 avril 2012 sur The CW
- Québec : 8 juillet 2013 sur VRAK.TV
- France : 23 août 2013 sur NT1

- États-Unis : 1,14 million de téléspectateurs[24] (première diffusion)

- John de Lancie (Royce)
- Tim Phillipps (Grant)
- Michael Graziadei (Callum)

### Épisode 20:Traître
- États-Unis : 26 avril 2012 sur The CW
- Québec : 15 juillet 2013 sur VRAK.TV
- France : 23 août 2013 sur NT1

- États-Unis : 1,15 million de téléspectateurs[25] (première diffusion)

- Sammi Rotibi (Eben)
- JR Bourne (Isaac)

### Épisode 21:Le Sixième cristal
- États-Unis : 3 mai 2012 sur The CW
- Québec : 22 juillet 2013 sur VRAK.TV
- France : 30 août 2013 sur NT1

- États-Unis : 1,23 million de téléspectateurs[26] (première diffusion)

A lieu le deuil de la grand-mère de Cassie. Diana et Cassie retournent dans le passé pour savoir où est le sixième cristal. Elles revoient leurs mères à leurs âges et apprennent des choses surprenantes concernant John Blackwell, ce qui créé une dispute entre Cassie et Diana Melissa a été attaquée par Nick 

### Épisode 22:Le Dernier sortilège
- États-Unis : 10 mai 2012 sur The CW[27]
- Québec : 29 juillet 2013 sur VRAK.TV
- France : 30 août 2013 sur NT1

- États-Unis : 1,28 million de téléspectateurs[28] (première diffusion)